# Bistum Jinzhou
Das Bistum Jinzhou (lat.: Dioecesis Geholensis) ist eine in der Volksrepublik China gelegene römisch-katholische Diözese mit Sitz in Jinzhou. 

## Geschichte
Das Bistum Jinzhou wurde am 21. Dezember 1883 durch Papst Leo XIII.  aus Gebietsabtretungen des Apostolischen Vikariates Mongolei als Apostolisches Vikariat Ost-Mongolei errichtet. 1922 gab das Apostolische Vikariat Ost-Mongolei Teile seines Territoriums zur Gründung der Apostolischen Präfektur Chifeng ab. Das Apostolische Vikariat Ost-Mongolei wurde am 3. Dezember 1924 in Apostolisches Vikariat Jinzhou umbenannt. Am 9. Juli 1928 gab das Apostolische Vikariat Jinzhou Teile seines Territoriums zur Gründung der Mission sui juris Qiqihar ab. Eine weitere Gebietsabtretung erfolgte am 2. August 1929 zur Gründung der Apostolische Präfektur Siping. 
Das Apostolische Vikariat Jinzhou wurde am 11. April 1946 durch Papst Pius XII. mit der Apostolischen Konstitution Quotidie Nos zum Bistum erhoben und dem Erzbistum Shenyang als Suffraganbistum unterstellt.

## Ordinarien

### Apostolische Vikare von Ost-Mongolei
- Théodore-Herman Rutjes CICM, 1883–1896
- Conrad Abels CICM, 1897–1924

### Apostolische Vikare von Jinzhou
- Conrad Abels CICM, 1924–1942
- Louis Janssens CICM, 1942–1946

### Bischöfe von Jinzhou
- Louis Janssens CICM, 1946–1948
- Joseph Julian Oste CICM, 1948–1971
- Joseph Guo Jincai, seit 2010